# Kanton Royat
Kanton Royat (fr. Canton de Royat) je francouzský kanton v departementu Puy-de-Dôme v regionu Auvergne. Tvoří ho pět obcí.

## Obce kantonu
- Chanat-la-Mouteyre
- Durtol
- Nohanent
- Orcines
- Royat